# Anopheles sulawesi
Anopheles sulawesi är en tvåvingeart som beskrevs av Koesoemawinangoen 1954. Anopheles sulawesi ingår i släktet Anopheles och familjen stickmyggor. Inga underarter finns listade i Catalogue of Life.